# Галиште
Галиште (мкд. Галиште) је насеље у Северној Македонији, у јужном делу државе. Галиште је насеље у оквиру општине Кавадарци.

## Географија
Галиште је смештено у јужном делу Северне Македоније. Од најближег већег града, Кавадараца, насеље је удаљено 30 km југозападно.
Насеље Галиште се налази у високопланинској области Маријово. Село се сместило на јужним висовима планине Чаве. Јужно од насеља протиче Црна река, која у овом делу ствара клисуру. Насеље је положено на приближно 740 метара надморске висине. 
Месна клима је планинска због знатне надморске висине. 

## Становништво
Галиште је према последњем попису из 2002. године било без становника.
Већинско становништво у насељу били су етнички Македонци. 
Претежна вероисповест месног становништва било је православље.